# Jürgen Hillmer
Jürgen Hillmer (* 26. Dezember 1959 in Mönchengladbach) ist ein deutscher Architekt. 

## Werdegang
Hillmer studierte ab 1980 Architektur an der TU Carolo-Wilhelmina, Braunschweig und schloss mit Diplom 1988 ab. 
Nach dem Abschluss war er bei gmp – Architekten von Gerkan, Marg und Partner in Hamburg angestellt. Zwischen 1992 und 1995 war er als freier Architekt in  Haltern tätig. Ab 1994 war Hillmer als assoziierter Partner im Büro von Gerkan, Marg und Partner  tätig.
Von 1998 bis 2015 war er als Partner im selben Büro tätig.
Hillmer gründete 2016 das Büro Hillmer und Richter Architekten GmbH. 

## Projekte und Auszeichnungen (Auswahl)
Jürgen Hillmer war gemeinsam mit Meinhard von Gerkan für den Entwurf des Berliner Hauptbahnhofs verantwortlich. Der Berliner Hauptbahnhof wurde unter anderem 2006 mit dem Renault Traffic Design Award und dem Ingenieurbaupreis ausgezeichnet.
Weitere Projekte, an denen Jürgen Hillmer beteiligt war: 
- Terminal 1 und Airport Plaza des Flughafens Hamburg (Skytrax World Award 2012)
- Pionierschule Ingolstadt
- Erweiterung Flughafen Frankfurt